# Porichthys oculofrenum
Porichthys oculofrenum är en fiskart som beskrevs av Gilbert, 1968. Porichthys oculofrenum ingår i släktet Porichthys och familjen paddfiskar. IUCN kategoriserar arten globalt som otillräckligt studerad. Inga underarter finns listade i Catalogue of Life.